# Kalendarium odkryć cząstek elementarnych

## Cząstki fundamentalne (bez odkrytych części)
| nr | rok  | cząstka              | symbol | odkrywcy                                         | typ cząstki     | przypis     |
| -- | ---- | -------------------- | ------ | ------------------------------------------------ | --------------- | ----------- |
| 1  | 1897 | elektron             | e−, β− | Joseph John Thomson                              | fermion, lepton | [ 1 ]       |
| 2  | 1923 | foton                | γ      | Arthur Compton                                   | bozon           | [ 2 ] [ 3 ] |
| 3  | 1932 | pozyton              | e+     | Carl David Anderson                              | fermion, lepton | [ 4 ]       |
| 4  | 1937 | mion                 | μ−     | Carl David Anderson                              | fermion, lepton | [ 5 ]       |
| 5  | 1956 | neutrino elektronowe | νe     | Clyde Cowan, Frederick Reines                    | fermion, lepton | [ 6 ]       |
| 6  | 1962 | neutrino mionowe     | νμ     | Leon Lederman, Melvin Schwartz, Jack Steinberger | fermion, lepton | [ 6 ]       |
| 7  | 1975 | taon                 | τ−     | Stanford Linear Accelerator Center               | fermion, lepton | [ 7 ]       |
| 8  | 1995 | kwark t              | t      |                                                  | fermion, kwark  | [ 8 ]       |
| 9  | 2000 | neutrino taonowe     | ντ     | Fermilab                                         | fermion, lepton | [ 6 ]       |
| 10 | 2013 | higgs                | h      | CERN                                             | bozon           | [ 9 ]       |

## Cząstki elementarne złożone (hadrony)
| nr | rok  | cząstka     | symbol | odkrywcy                                              | typ cząstki     | przypis |
| -- | ---- | ----------- | ------ | ----------------------------------------------------- | --------------- | ------- |
| 1  | 1919 | proton      | p      | Ernest Rutherford                                     | barion, nukleon | [ 10 ]  |
| 2  | 1932 | neutron     | n      | James Chadwick                                        | barion, nukleon | [ 11 ]  |
| 3  | 1947 | pion        | π      | C.G. Lattes, G.S.P. Occhialini, C.F. Powell           | mezon           | [ 12 ]  |
| 4  | 1955 | antyproton  |        | O. Chamberlain, E. Segrè, Th. Ypsilantis i C. Wiegand | barion          | [ 10 ]  |
| 5  | 1956 | antyneutron |        | B. Cork, G.R. Lambertson, O. Piccioni i W.A. Wenzel   | barion          | [ 11 ]  |